# Ali Daei
Ali Daei (Ardabil, Provincia de Ardabil, Irán, 21 de marzo de 1969) es un exfutbolista iraní de origen étnico azerí. Además, desde junio de 2007 es miembro del comité de fútbol de la FIFA.
Fue el máximo goleador histórico de todas las selecciones nacionales con 109 goles hasta que en 2021 fue superado por el portugués Cristiano Ronaldo.

## Trayectoria
Daei se graduó en la carrera de Ciencia de Materiales en la Universidad Sharif de Tecnología. Al mismo tiempo, comenzó a jugar al fútbol en el club Esteghlal Ardabil de su ciudad natal a los 19 años de edad. Luego se mudó a Teherán para jugar en el Taxirani FC y, una temporada más tarde, en el Bank Tejarat FC. En este último equipo jugó durante cuatro años y se perdió una posibilidad de jugar en la J-League de Japón por hacer el servicio militar. En 1994 el delantero llegó a la máxima categoría iraní para jugar en el Persépolis FC.
Luego de dos buenas temporadas en el Persépolis FC y un buen desempeño en la Copa Asiática de 1996 Daei se incorporó al Arminia Bielefeld, recién ascendido a la 1. Bundesliga de Alemania, junto a su compañero de selección Karim Bagheri. El delantero tuvo una buena temporada con el Bielefeld lo cual lo llevó a sumarse al poderoso Bayern Múnich por decisión de su presidente Franz Beckenbauer. El paso de Daei por el Bayern le abrió la puerta a sus compatriotas Vahid Hashemian y Ali Karimi para jugar luego en el equipo bávaro. A pesar de ser el primer futbolista asiático en jugar en la Liga de Campeones de la UEFA y lograr convertir en varios partidos donde entró desde el banco, Daei nunca pudo hacerse un lugar en el equipo titular y decidió irse al Hertha Berlín a pesar de tener un contrato de 3 años con el Bayern. Con el Bayern Múnich Daei fue parte del plantel campeón de la Bundesliga. En el Hertha el delantero iraní jugó desde 1999 hasta 2002, disputando la Liga de Campeones en 2000.
Su escasa participación en su club lo llevó a incorporarse al Al-Shabbab de la liga de los Emiratos Árabes Unidos como agente libre. En 2003 volvió al Persépolis FC y, un año más tarde, al Saba Battery. Con este último club ganó la Copa Hazfi (copa local iraní) lo cual le permitió disputar la Liga de Campeones de la AFC. Luego de la Copa Mundial de 2006 no renovó contrato con el Saba Battery y, tras muchos rumores hablando de su retiro, pasó al Saipa FC para actuar como jugador-entrenador. Jugando para el Saipa fue suspendido por cuatro partidos luego de agredir al defensor del Persépolis Sheys Rezaei. En mayo de 2007, luego de ganar la Copa del Golfo Pérsico (liga iraní) anunció su retiro del fútbol profesional.

## Selección nacional
Daei debutó con la selección de Irán en un encuentro ante Pakistán de 1993. Hasta el final de su carrera el delantero fue el goleador y símbolo de su seleccionado, logrando entre otras cosas la clasificación a la Copa Mundial de 1998 y consagrarse goleador de la Copa Asiática de 1996 y la Clasificación de Asia a la Copa Mundial de 2002.

### Participaciones en Copas del Mundo
| Mundial              | Sede     | Resultado    | Partidos | Goles |
| -------------------- | -------- | ------------ | -------- | ----- |
| Copa Mundial de 1998 | Francia  | Primera fase | 3        | 0     |
| Copa Mundial de 2006 | Alemania | Primera fase | 2        | 0     |

## Clubes

### Como jugador
| Club              | País                   | Año       |
| ----------------- | ---------------------- | --------- |
| Esteghlal Ardabil | Irán                   | 1987-1989 |
| Taxirani          | Irán                   | 1989-1990 |
| Bank Tejarat FC   | Irán                   | 1990-1994 |
| Persépolis FC     | Irán                   | 1994-1996 |
| Al-Sadd SC        | Catar                  | 1996-1997 |
| Arminia Bielefeld | Alemania               | 1997-1998 |
| Bayern Múnich     | Alemania               | 1998-1999 |
| Hertha Berlín     | Alemania               | 1999-2002 |
| Al-Shabbab        | Emiratos Árabes Unidos | 2002-2003 |
| Persépolis FC     | Irán                   | 2003-2004 |
| Saba Battery      | Irán                   | 2004-2006 |
| Saipa FC          | Irán                   | 2006-2007 |

### Como entrenador
| Club                        | País | Año       |
| --------------------------- | ---- | --------- |
| Saipa FC                    | Irán | 2006-2008 |
| Selección de fútbol de Irán | Irán | 2008-2009 |
| Persepolis                  | Irán | 2009-2011 |
| Rah Ahan                    | Irán | 2011-2013 |
| Persepolis                  | Irán | 2013-2014 |
| Saba Qom                    | Irán | 2015-2016 |
| Naft Tehran                 | Irán | 2016-2017 |
| Saipa FC                    | Irán | 2017-2019 |

## Palmarés

### Campeonatos nacionales
| Título                 | Club          | País     | Año       |
| ---------------------- | ------------- | -------- | --------- |
| Iran Pro League        | Persépolis FC | Irán     | 1995-1996 |
| Copa de Alemania       | Bayern Múnich | Alemania | 1998-1999 |
| 1. Bundesliga          | Bayern Múnich | Alemania | 1998-1999 |
| Copa Hazfi             | Saba Battery  | Irán     | 2004-2005 |
| Copa del Golfo Pérsico | Saipa FC      | Irán     | 2006-2007 |

### Distinciones individuales
| Distinción                                                                        | Año        |
| --------------------------------------------------------------------------------- | ---------- |
| Máximo goleador de la Copa Asiática                                               | 1996       |
| Máximo goleador de los Juegos Asiáticos                                           | 1998       |
| Jugador Asiático del Año                                                          | 1999       |
| Máximo goleador de la Clasificación de AFC para la Copa Mundial de Fútbol de 2002 | 2002       |
| Máximo goleador de la Iran Pro League                                             | 2003-2004  |
| Máximo goleador histórico de la Selección de Irán (109 goles)                     | 1993- 2021 |
| Primer asiático en jugar en la Liga de Campeones de la UEFA                       | 1998-1999  |